# Qingguang
Qingguang (kinesiska: 青光, 青光镇) är en köping i Kina. Den ligger i storstadsområdet Tianjin, i den norra delen av landet, omkring 17 kilometer nordväst om stadens centrum. Antalet invånare är 43 280. Befolkningen består av 20 134 kvinnor och 23 146 män. Barn under 15 år utgör 11,0 %, vuxna 15-64 år 81 %, och äldre över 65 år 6,0 %.